# Франсвиль
Франсви́ль  (фр. Franceville) — город на востоке Габона, административный центр провинции Верхнее Огове и департамента Мпаса. Является третьим крупнейшим городом в стране. Население по данным на 2013 год составляет 110 568 человек, по данным на 1993 год оно насчитывало 30 246 человека. Расположен на реке Мпасса, примерно в 512 км к юго-востоку от столицы страны, города Либревиль, на высоте 333 м над уровнем моря. Является конечным пунктом Трансгабонской железной дороги и национального шоссе N3.
Город вырос из деревни под названием Масуку, когда Пьер Саворньян де Бразза выбрал её, чтобы переселить бывших рабов и переименовал в «Франшевиль» (что по-французски означает «город освобождённых») в 1880 году. Впоследствии он стал называться Франсвиль.
К достопримечательностям города относятся церковь Святого Илер (построена в 1899 году), большая статуя бывшего президента Габона Омара Бонго (который родился во Франсвиле), и медицинский научно-исследовательский институт. В городе также есть поле для гольфа и аэропорт, расположенный в 20 км к западу, в Мвенгуэ.